# México nos Jogos Olímpicos de Verão de 1972
O México competiu nos Jogos Olímpicos de Verão de 1972, realizados em Munique, Alemanha Ocidental.